# Casa della musica
La Casa della musica ha sede in palazzo Cusani, residenza aristocratica situata al limite settentrionale del centro storico di Parma. 

## Storia
Eretto nella seconda metà del XV secolo per volontà del ramo parmense della famiglia Cusani, originaria di Milano, nel XVII secolo l’edificio divenne sede delle Facoltà di Medicina e Giurisprudenza dell’Università. A quell’epoca risalgono le decorazioni pittoriche, in parte ancora visibili, che alternano scene allegoriche a stemmi araldici e a iscrizioni relative ai docenti dell’Università. Nei secoli successivi il Palazzo mutò più volte destinazione: Zecca del ducato borbonico, Tribunale della duchessa Maria Luigia d’Austria, infine, nel XX secolo, edificio scolastico. Risale alla seconda metà del XVIII secolo il primo trasferimento nel chiostro del gruppo statuario “Ercole e Anteo”, realizzato nel 1687 dal fiammingo Theodor Van der Struck e in origine collocato nel Giardino Ducale della città. Trasferito successivamente nella residenza comunale, il gruppo è stato collocato nella posizione attuale dopo il restauro completo del Palazzo a cura del Comune di Parma e la sua riapertura nel novembre del 2002 come sede della Casa della Musica, che in tale occasione ha avviato l’attività.  
La Casa della Musica è nata nel 2002 con il compito di incentivare e diffondere la cultura musicale, senza limitazioni cronologiche, geografiche e di genere musicale. Ospita istituzioni musicali di alto profilo quali la Sezione di Musicologia ed il Gruppo di Acustica dell’Università degli Studi di Parma, l’Istituto Nazionale di Studi Verdiani e il Club dei 27 (Gruppo Appassionati Verdiani) e gestisce servizi aperti anche a una fruizione più ampia e meno specialistica, quali l’Archivio storico del Teatro Regio e Centro Internazionale di Ricerca sui Periodici Musicali, la Biblioteca-Mediateca, il Museo dell’Opera, il Museo Casa natale di Arturo Toscanini, la Casa del Suono. Alle numerose attività legate alla ricerca, all’approfondimento e alla divulgazione della cultura musicale, alla tutela e alla valorizzazione del suo patrimonio e delle sue collezioni, la Casa della Musica associa la produzione artistica, organizzando rassegne concertistiche, dalla musica antica alla contemporanea, programmi formativi per bambini, studenti e adulti, e la produzione scientifica.